# اولد لیک
اولد لیک (به انگلیسی: Old Leake) یک روستا و محله مدنی در بریتانیا است که در Boston واقع شده‌است. اولد لیک ۲٬۰۲۲ نفر جمعیت دارد.